# Traum Schallplatten
Traum Schallplatten ist eine Kölner Plattenlabel-Gruppe im Bereich der elektronischen Tanzmusik, das sich aus den Labels Traum, Trapez, Trapez LTD, Paintwork und My Best Friend mit seinem Sublabel MBF LTD zusammensetzt. Insgesamt wurden von der Label-Familie über 500 Veröffentlichungen, davon 100 auf Traum Schallplatten, veröffentlicht.
Traum wurde 1998 von Jacqueline Reinhold und dem DJ und Produzenten Riley Reinhold (auch bekannt als Triple R) gegründet. Ausschlaggebend war eine Reise nach Buenos Aires, aus der zunächst die erste Veröffentlichung, die Traum CD 1 „Elektronische Musik aus Buenos Aires“ hervorging.
Das Label wurde beim Groove Reader′s Poll zum zweitbesten national Label gewählt. Im Raveline Reader′s Poll kam Traum auf Platz 9.

## Künstler
- Nicolas Bougaïeff
- Gabriel Ananda
- Philippe Cam
- Max Cooper
- Dominik Eulberg
- Extrawelt
- Nathan Fake
- Minilogue
- Riley Reinhold
- riamiwo
- Ryan Davis
- Ikaro Grati